# Hieracium sect. Barbata
La sezione  Hieracium sect. Barbata  Gremli è una sezione di piante angiosperme dicotiledoni del genere Hieracium della famiglia delle Asteraceae.

## Etimologia
Il nome del genere deriva dalla parola greca hierax o hierakion (= sparviere, falco). Il nome del genere è stato dato inizialmente dal botanico francese Joseph Pitton de Tournefort (1656 - 1708) rifacendosi probabilmente ad alcuni scritti del naturalista romano Gaio Plinio Secondo (23 - 79) nei quali, secondo la tradizione, i rapaci si servivano di questa pianta per irrobustire la loro vista. Il nome della sezione (Barbata) deriva dalla lingua latina e significa uncinato, barbuto, fornito di peli lunghi e deboli.
Il nome scientifico della sezione è stato definito dal botanico August Gremli (1833-1899).

## Descrizione
Habitus. La forma biologica prevalente è emicriptofita scaposa (H scap), ossia in generale sono piante erbacee (e aromatiche), a ciclo biologico perenne, con gemme svernanti al livello del suolo e protette dalla lettiera o dalla neve, inoltre spesso hanno l'asse fiorale eretto e privo di foglie (piante scapose), oppure le foglie basali sono assenti alla fioritura. Alcune specie possono anche avere la forma biologica di tipo emicriptofita rosulata (H ros), ossia con foglie disposte a formare una rosetta basale e presenti alla fioritura. In queste piante i peli ghiandolari sono quasi assenti. Queste piante sono anche provviste di lattice (i vasi latticiferi sono anastomizzati), ma sono prive di stoloni.
Radici. Le radici sono secondarie da rizoma.
Fusto. La parte aerea del fusto è eretta o ascendente; queste piante sono di tipo alpino, generalmente monocefale, e sono alte mediamente 5 – 15 cm. La superficie può essere sia glabra che pelosa. La parte sotterranea spesso è un fittone.
Foglie. Le foglie si dividono in basali e cauline disposte in modo alternato. La lamina può essere intera con forme da strettamente ellittiche a oblungo-lanceolate. I bordi possono essere continui o variamente dentati. La superficie può essere glabra o variamente pubescente. Le foglie basali (da 5 a 8) hanno delle lamine lungamente attenuate. Le foglie cauline sono assenti (o una) e ridotte di tipo bratteiforme.
Infiorescenza. La sinflorescenza è del tipo racemoso-paniculata o forcato-paniculata con 1 - 3 rami e diversi capolini. L'acladio è di XXXX cm. Le infiorescenze vere e proprie (il capolino) sono formate da un peduncolo, sotteso da alcune brattee fogliacee, che sorregge un involucro composto da diverse brattee (o squame) disposte su 2 serie in modo embricato, all'interno delle quali un ricettacolo fa da base ai fiori tutti ligulati. L'involucro ha delle forme emisferiche. Le brattee si dividono in esterne e interne; quelle esterne (formano quasi un calice) sono da poche a una dozzina con forme da deltate a lanceolate o lineari; quelle interne possono arrivare a due dozzine ed hanno delle forme lineari-lanceolate con margini scariosi e apici acuminati con forme ottuse. Il ricettacolo è nudo, ossia senza pagliette a protezione della base dei fiori, e alveolato (il margine degli alveoli è brevemente dentato). Dimensione dell'involucro: 10 – 15 mm.
Fiori. I fiori (da 6 a 150) sono tutti del tipo ligulato, tetra-ciclici (ossia sono presenti 4 verticilli: calice – corolla – androceo – gineceo) e pentameri (ogni verticillo ha 5 elementi). I fiori sono inoltre ermafroditi e zigomorfi. In alcuni casi i fiori femminili sono "stilosi".
- Formula fiorale:

*/x K {\displaystyle \infty }, [C (5), A (5)], G 2 (infero), achenio
- Calice: i sepali del calice sono ridotti ad una coroncina di squame.
- Corolla: le corolle sono formate da un tubo e da una ligula terminante con 5 denti; il colore è giallo. Le ligule sono lunghe oltre l'involucro e spesso sono glabre.
- Androceo: gli stami sono 5 con filamenti liberi, mentre le antere sono saldate in un manicotto (o tubo) circondante lo stilo.[14] Le antere alla base sono acute. Il polline è tricolporato.[15]
- Gineceo: lo stilo è giallo (o più o meno scuro), è filiforme e peloso sul lato inferiore; gli stigmi dello stilo sono due divergenti. L'ovario è infero uniloculare formato da 2 carpelli. La superficie stigmatica è posizionata internamente (vicino alla base).[16]

Frutti. I frutti sono degli acheni con pappo. Gli acheni, colorati da castano a paglierino, hanno delle forme colonnari-obconiche e sono ristretti alla base (e ingrossati all'apice), mentre la superficie (liscia o appena rugosa) è provvista di 8 - 10 coste che nella parte apicale confluiscono in un orlo anulare. Il pappo è formato 20 a 80 setole biancastre (o giallastre) semplici disposte su due serie (quelle interne sono più lunghe e più rigide, quelle esterne sono fragili). Dimensione degli acheni: 2,5 - 2,8 mm.

## Biologia
Impollinazione: l'impollinazione avviene tramite insetti (impollinazione entomogama tramite farfalle diurne e notturne).

Riproduzione: la fecondazione avviene fondamentalmente tramite l'impollinazione dei fiori (vedi sopra).

Dispersione: i semi (gli acheni) cadendo a terra sono successivamente dispersi soprattutto da insetti tipo formiche (disseminazione mirmecoria). In questo tipo di piante avviene anche un altro tipo di dispersione: zoocoria. Infatti gli uncini delle brattee dell'involucro (se presenti) si agganciano ai peli degli animali di passaggio disperdendo così anche su lunghe distanze i semi della pianta.

## Distribuzione e habitat
La distribuzione è relativa alle Alpi e più raramente agli Appennini. L'habitat tipico sono i pascoli alpini.

## Tassonomia
La famiglia di appartenenza di questa voce (Asteraceae o Compositae, nomen conservandum) probabilmente originaria del Sud America, è la più numerosa del mondo vegetale, comprende oltre 23.000 specie distribuite su 1.535 generi, oppure 22.750 specie e 1.530 generi secondo altre fonti (una delle checklist più aggiornata elenca fino a 1.679 generi). La famiglia attualmente (2021) è divisa in 16 sottofamiglie.

### Filogenesi
Il genere di questa voce appartiene alla sottotribù Hieraciinae della tribù Cichorieae (unica tribù della sottofamiglia Cichorioideae). In base ai dati filogenetici la sottofamiglia Cichorioideae è il terz'ultimo gruppo che si è separato dal nucleo delle Asteraceae (gli ultimi due sono Corymbioideae e Asteroideae). La sottotribù Hieraciinae fa parte del "quinto" clade della tribù; in questo clade è posizionata alla base ed è "sorella" al resto del gruppo comprendente, tra le altre, le sottotribù Microseridinae e Cichoriinae. Il genere  Hieracium (insieme al genere Pilosella) costituisce il nucleo principale della sottotribù Hieraciinae e formano (insieme ad altri generi minori) un "gruppo fratello" posizionato nel "core" delle Hieraciinae.
Il genere Hieracium è un genere estremamente polimorfo con maggioranza di specie apomittiche. Di questo genere sono descritte circa 1000 specie sessuali e oltre 3000 specie apomittiche, delle quali circa 250 e più sono presenti nella flora spontanea italiana.
I caratteri distintivi per il genere Hieracium sono:
- le piante non sono tutte vischiose;
- i fusti e le foglie hanno peli semplici o ghiandolari;
- i capolini sono numerosi;
- il colore dei fiori in genere è giallo carico;
- i rami dello stilo sono lunghi;
- le coste dell'achenio confluiscono in un anello;
- il pappo è formato da due serie di setole.

Le specie di questo genere, provviste di molte sottospecie, formano degli aggregati o sezioni con diverse specie incluse, altre sono considerati "intermediare" (o impropriamente ibridi in quanto queste specie essendo apomittiche non si incrociano e quindi non danno prole feconda) con altre specie. A causa di ciò si pongono dei problemi di sistematica quasi insolubili e per avere uno sguardo d'insieme su questa grande variabilità può essere necessario assumere un diverso concetto di specie. Qui in particolare viene seguita la suddivisione in sezioni del materiale botanico così come sono elencate nell'ultima versione della "Flora d'Italia".
La sezione XLIV Hieracium sect. Barbata è un gruppo i cui membri sono fortemente isolati (e derivati) con una distribuzione prevalentemente alpestre (oltre in alcune cime isolate dell'Appennino). I caratteri distintivi per le specie di questa sezione sono:
- i peli ghiandolari sono quasi assenti (sono assenti anche sui margini delle foglie);
- le foglie cauline sono assenti (o una) e ridotte di tipo bratteiforme;
- il colore degli acheni varia da castano a paglierino;
- gli acheni sono lunghi 2,5 - 2,8 mm;
- le piante sono di tipo alpino, generalmente monocefale, e sono alte mediamente 5 - 15 cm.

Il numero cromosomico delle specie della sezione è: 2n = 27 e 38 (specie diploidi, triploidi, tetraploidi e pentaploidi).

### Specie della flora italiana
Nella flora spontanea italiana, per la sezione di questa voce, sono presenti le seguenti specie (principali e secondarie o derivate):
Specie principale. Hieracium piliferum Hoppe, 1799 - Sparviere peloso: l'altezza massima della pianta è di 5 – 15 cm (massimo 30 cm); il ciclo biologico è perenne; la forma biologica è emicriptofita rosulata (H ros); il tipo corologico è Orofita / Sud Europeo; l'habitat tipico sono i pascoli alpini, le creste ventose e i curvuleti; in Italia è una specie comune e si trova sulle Alpi (un po' meno sugli Appennini) fino ad una quota compresa tra 1.800 e 3.100 m s.l.m.. Per questa specie sono riconosciute 6 sottospecie (tutte presenti in Italia).
Nella "Flora d'Italia" (edizione 2018) questa specie è indicata come Hieracium glanduliferum Hoppe.
Specie principale. Hieracium dasytrichum Arv.-Touv., 1880 - Sparviere peloso-ispido: l'altezza massima della pianta è di 10 – 20 cm (massimo 30 cm); il ciclo biologico è perenne; la forma biologica è emicriptofita rosulata (H ros), ma anche emicriptofita scaposa (H scap); il tipo corologico è Endemico - Alpico; l'habitat tipico sono i pascoli alpini e le creste ventose (su silice); in Italia è una specie molto rara e si trova solo nelle Alpi fino ad una quota compresa tra 2.000 e 2.400 m s.l.m.. Per questa specie sono riconosciute 6 sottospecie (tutte presenti in Italia).
Caratteri principali: i caratteri sono intermedi tra la specie H. piliferum e la specie H. villosum.
Specie principale. Hieracium armerioides Arv.-Touv., 1880 - Sparviere a foglie di spillone: l'altezza massima della pianta è di 10 – 25 cm (massimo 35 cm); il ciclo biologico è perenne; la forma biologica è emicriptofita rosulata (H ros), ma anche emicriptofita scaposa (H scap); il tipo corologico è Endemico - Alpico; l'habitat tipico sono i pascoli alpini e le creste ventose; in Italia è una specie molto rara e si trova solo nelle Alpi fino ad una quota compresa tra 1.800 e 2.700 m s.l.m.. Per questa specie sono riconosciute 13 sottospecie (diverse delle quali sono presenti in Italia).
Caratteri principali: i caratteri sono più simili alla specie H. piliferum che alla specie H. bifidum.
Specie secondarie collegate a Hieracium armerioides:
| Specie                                                  | Caratteri                                          | Habitat                 | Distribuzione italiana    | Sottospecie |
| ------------------------------------------------------- | -------------------------------------------------- | ----------------------- | ------------------------- | ----------- |
| Hieracium aphyllum Nägeli & Peter, 1886[25]             | Tra la specie H. piliferum e la specie H. dentatum | Pascoli alpini          | Colle Isarco - Molto rara |             |
| Hieracium pseudalpinum (Nägeli & Peter) Prain, 1913[26] | Tra la specie H. piliferum e la specie H. alpinum  | Pascoli alpini e creste | Piemonte - Molto rara     |             |

#### Specie italiane alpine
Le specie di questa sezione vivono sull'arco alpino. La tabella seguente mette in evidenza i dati relativi all'habitat, al substrato e alla distribuzione di alcune di queste specie alpine.
| Specie | Comunità vegetali | Piani vegetazionali | Substrato | pH    | Livello trofico | H2O   | Ambiente | Zona alpina         |
| --- | ----------------- | ------------------- | --------- | ----- | --------------- | ----- | -------- | ------------------- |
| H. piliferum | 10                | alpino              | Si        | acido | basso           | secco | F5 G1    | tutto l'arco alpino |
| Legenda e note alla tabella. Substrato: con “Ca/Si” si intendono rocce di carattere intermedio (calcari silicei e simili). Zona alpina: vengono prese in considerazione solo le zone alpine del territorio italiano (sono indicate le sigle delle province). Comunità vegetali: 10 = comunità delle praterie rase dei piani subalpino e alpino con dominanza di emicriptofite. Ambienti: F5 = praterie rase subalpine e alpine; G1 = lande e popolamenti a lavanda. |                   |                     |           |       |                 |       |          |                     |